# Herbert Traut
Herbert Traut (* 1. Januar 1927 in Fehrenbach; † 2. August 1989 in Masserberg) war ein deutscher Ingenieur und von 1962 bis 1970 Generaldirektor der VVB Technisches Glas Ilmenau. Darüber hinaus war er von 1963 bis 1971 Kandidat des ZK der SED.

## Vita
Traut beantragte am 22. Februar 1944 die Aufnahme in die NSDAP und wurde zum 20. April desselben Jahres aufgenommen (Mitgliedsnummer 9.967.989). Er absolvierte zunächst ein Ingenieurstudium der Glastechnik und arbeitete in einem Thüringer Glasbetrieb. 1960 1 wurde Traut zum Technischen Direktor der VVB (B) Großbreitenbach ernannt. Die bezirksgeleitete (B) Vereinigung Volkseigener Betriebe mit Sitz in Großbreitenbach war am 1. Juni 1958 gegründet worden und umfasste zunächst alle glasherstellenden Betriebe der traditionsreichen Thüringer Glasindustrie im Bezirk Suhl. Verbunden mit der Ernennung zum technischen Direktor war Trauts Parteieintritt in die SED. In der Folge stieg Traut in der Parteihierarchie wegen der Bedeutung seines Betriebes auf. Zwischen 1962 und 1964 war er Kandidat der SED Bezirksleitung Suhl. Auf dem VI. Parteitag der SED 1963 wurde er als Kandidat in das ZK der SED gewählt und 1967 erneut bestätigt. 1971 schied der inzwischen berentete Traut aus dem ZK aus.
In den 1960er Jahren nahm die Glasindustrie im Großraum Ilmenau einen enormen Aufschwung. Nach einer ersten Zusammenfassung erfolgte zum 1. Januar 1964 eine erneute Spezialisierung nach der Produktionsstruktur. Nunmehr wurden 28 volkseigene und halbstaatliche Betriebe, darunter auch die traditionsreiche Firma Schott Jena, in der VVB Technisches Glas Ilmenau zusammengefasst, zu deren Generaldirektor Herbert Traut ernannt wurde. 1968 unterstanden Traut ca. 11.000 Beschäftigte. Gleichzeitig begannen zum Ende der 1960er Jahre Planungen für ein neues Stammwerk in Ilmenau, die das Stadtbild von Ilmenau nachhaltig beeinflussten. Die Grundsteinlegung im April 1970 erlebte Traut wohl noch aktiv mit; kurz darauf musste er aus gesundheitlichen Gründen in Rente gehen. Nach einem Schlaganfall blieben Lähmungserscheinungen zurück.
Traub starb bereits mit 62 Jahren am 2. August 1989.

## Ehrungen
- 1960 Verdienter Techniker des Volkes[5]
- 1971 Vaterländischer Verdienstorden in Bronze[6]